# Nils Oscar AB

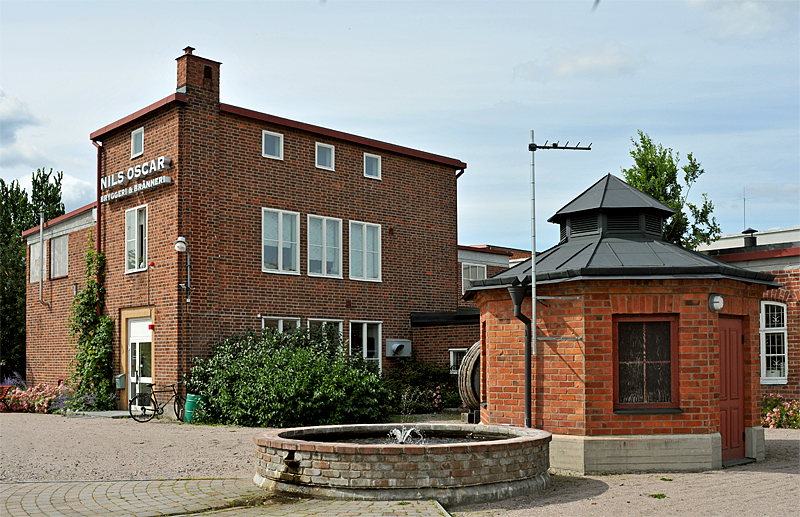
Nils Oscar vid Fruängskällan i Nyköping.

Nils Oscar AB är ett svenskt mikrobryggeri med produktionsanläggning i Nyköping. Bryggeriet omsatte 2017 drygt 30 miljoner kronor och 2018 bryggde man 1,2 miljoner liter öl.

## Historik
Bryggeriet startade 1996 som bryggeripuben Kungsholmens Kvartersbryggeri på Kungsholmen i Stockholm.  
År 1998 köpte Karl-David Sundberg ut de övriga ursprungliga ägarna. I samband med det bytte flertalet öl namn till Nils Oscar efter Karl-Davids farfar Nils Oscar Sundberg. 
År 1999 startade företaget sprittillverkning i det tidigare vattenverket Fruängskällan i Nyköping. Sprittillverkningen lades ner helt 2017.
Under sommaren 2006 hade bryggeriet växt ur sina lokaler på Kungsholmen och det löstes genom att bränneriet flyttade till Tärnö och bryggeriet till Nyköping, där ytan tredubblades. På Tärnö fanns också ett mälteri som tillverkade en del av den malt som ölen bryggdes av. Sedan 2020 tillhör inte Tärnö Nils Oscar.  
År 2014–2015 byggdes bryggeriet ut, vilket dubblade kapaciteten.
Sedan 2016 är också döttrarna i familjen Sundberg delägare till Nils Oscar AB. År 2020 köpte en grupp investerare från Sörmland hela företaget. Henrik Kihlberg är VD och delägare.